# Inmigración española en Costa Rica
La inmigración española en Costa Rica se refiere al movimiento migratorio más numeroso e importante que recibió históricamente la República de Costa Rica, pues desde la época colonial constituye la mayor comunidad europea del país. Hoy en día, los hispanocostarricenses son el principal y más destacado grupo étnico de la nación. Igualmente, la comunidad española de Costa Rica es la más numerosa de América Central, y —como en toda Latinoamérica— tiene un importante peso cultural y demográfico.
Durante la segunda mitad del siglo XIX y hasta la primera del siglo XX arribaron oleadas inmigratorias de todas las regiones de España. Sin embargo, y principalmente después de los años 1900, la mayoría absoluta siempre provino de Cataluña, seguida de lejos por Galicia, Asturias y Castilla y León.
La inmigración española en Costa Rica formó una columna vertebral para la consolidación del Estado actual e identidad cultural del país. Hoy en día, se encuentran conexiones importantes de todo tipo con la cultura española. Existiendo —además— en la genealogía costarricense multitud de apellidos y linajes españoles.

## Comunidad hispanocostarricense

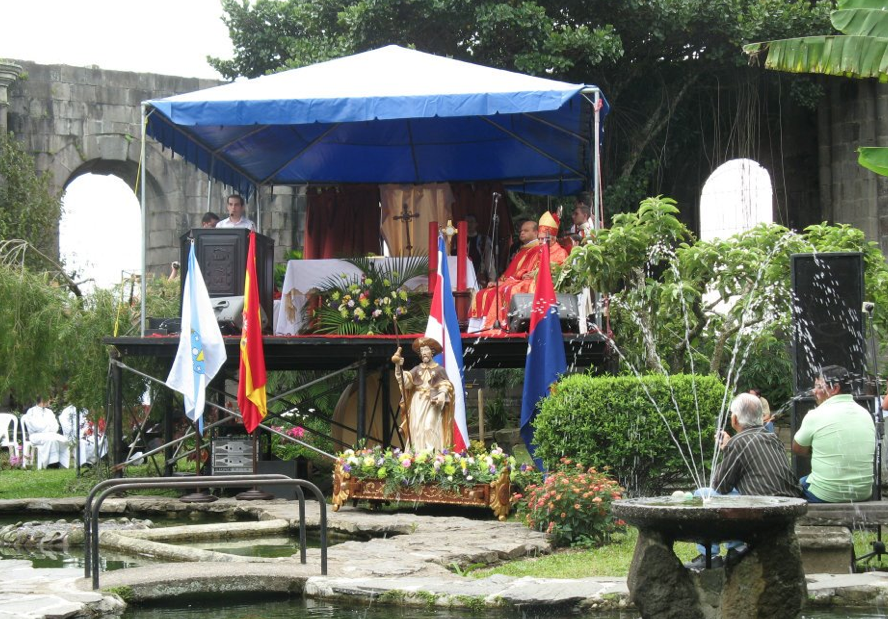
Celebración a Santiago el Mayor por la comunidad española de Cartago.

Actualmente, la comunidad de origen español es la más importante en Costa Rica, pues representa más del 70% de la población costarricense. Constituyendo una de las mayores proporciones en el mundo hispano. Además, en la actualidad la colectividad española presente en el país es la más numerosa de origen europeo, pues supera las 10.000 personas y algunas estadísticas la cifran en casi 17.000 ciudadanos. A esta le sigue de lejos la aglomeración británica.
La presencia y el peso español en la identidad y la demografía costarricense es incalculable, la hispanidad con un aceptado mestizaje tiene un carácter bastante homogéneo, por lo que se ha teorizado el concepto de que "Costa Rica es el país más español de América", como señala el intelectual, Alberto Cañas Escalante:

Costa Rica es el más español de todos los países de América Latina. [En América] hubo cuatro países de poco indio: Uruguay, donde verdaderamente nunca los hubo, Venezuela donde había pocos, Cuba donde los mataron y Costa Rica donde se escondieron. De esos cuatro países, Uruguay se italianizó, en Venezuela se hizo una gran confusión con enorme inmigración, y Cuba se volvió mulata porque los españoles se encargaron de llenarla de africanos. Entonces Costa Rica viene a ser el más puramente español.

Otros relatos de inmigrantes y extranjeros resaltan la importancia de la intrínseca y mezclada herencia española en el país, ya desde el siglo XIX. Entre ellos el naturalista alemán Moritz Wagner que en 1854, mientras estudiaba en el país, escribe:

La raza ha permanecido aquí más puramente española que en cualquier otra parte de América hispánica...

Por su parte, el profesor suizo Pablo Biolley, quien radicó en Costa Rica desde la segunda mitad del siglo XIX, escribe a finales de los años 1880:

La población de Costa Rica tiene un carácter especial. Como en todo lado en la repúblicas hispanoamericanas el fondo es una mezcla de la raza indígena y de la raza blanca conquistadora, pero esta última aquí es netamente preponderante, no podríamos decir igual de las otras secciones de América Central...La mayor parte de la población desciende de los españoles que se establecieron en el país...

Finalmente, el reconocido profesor costarricense Miguel Obregón Lizano expone que:

Quizá en ninguna otra parte [...] se ha efectuado con mejor éxito que en Costa Rica la fusión de los elementos indígena y español en una unidad nacional bien definida.

La migración ibérica se desarrolló durante prácticamente todos los siglos XIX y XX, e incluso hasta la actualidad. A finales de los años 1890, uno de los periodos con mayor afluencia inmigratoria, los españoles representaron  —junto con italianos y jamaiquinos— la mayor colectividad asentada en el país, disminuyendo luego con el aumento porcentual de otras corrientes de inmigrantes. Los efectos de la llegada de los españoles al nuevo país, desde la época colonial y hasta la década de los 50, fueron primordiales para el establecimiento de la actual Nación y sociedad costarricense, observándose aún hoy, multitud de conexiones culturales entre ambos pueblos.
Las proyecciones más optimistas cifran que alrededor de 25.000 españoles se asentaron en el país (siendo la mayoría catalanes), ingresando en oleadas de varios cientos o miles desde la década de 1880 hasta la segunda mitad del siglo XX.

## Historia

### 1502-1821
Costa Rica fue descubierta por Cristóbal Colón y su tripulación española el 25 de septiembre de 1502, en su cuarto viaje. La llamó "Veragua" en su "Carta de Jamaica", y dado que logró recoger algunos pocos objetos de oro que obtuvo de los indígenas, le sirvió para difundir la idea de que esa región era una "costa rica". Esto impulsó que varios conquistadores españoles realizaran otras exploraciones por el territorio costarricense y dio comienzo a la etapa colonial del país, totalmente influenciada por el dominio español.

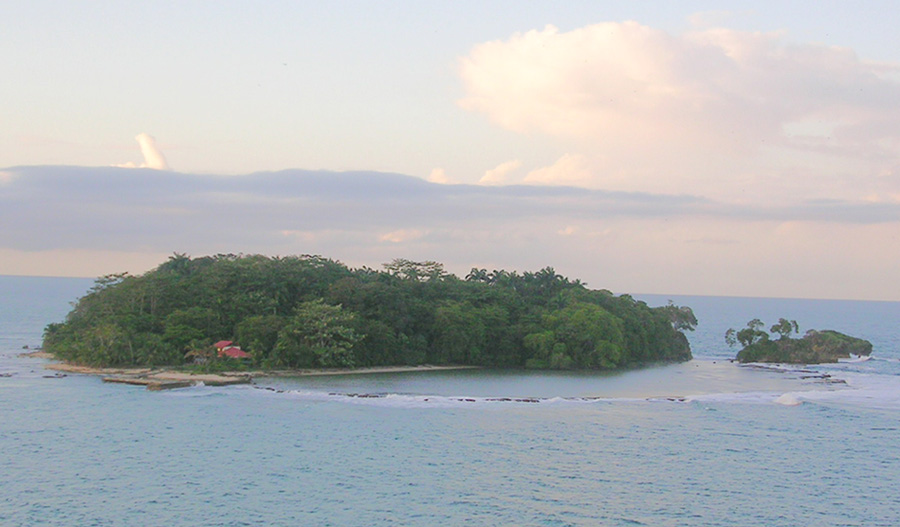
La Isla Uvita, frente a las costas de Limón, a dónde arribó Colón el 25 de septiembre de 1502, marca el sitio del descubrimiento de Costa Rica por el Almirante genovés.

La población indígena, que siempre fue escasa, disminuyó aún más debido a las guerras de conquista, enfermedades traídas de Europa y el sometimiento de los indígenas a la esclavitud, cuando eran vendidos en el puerto de Portobelo y Perú
La escasez de mano de obra, los limitados recursos mineros, la lejanía de la Capitanía General de Guatemala y lo accidentado del terreno que conforma la mayoría del Valle Central, se unieron para que la colonización española fuera muy lenta y se enfrentara a serias limitaciones económicas para poder llevarse a cabo.
Por eso, a los españoles les tomaría 60 años lograr dominar al país, en lo que fue una colonización lenta y prolongada. Pero hasta la conquista de Nicoya y el Pacífico norte por Gil González Dávila (entre 1519 y 1560) no se asentarían de manera notoria los conquistadores españoles en el territorio costarricense. En 1524 es fundada la Villa de Bruselas que se convierte en el primer asentamiento colonial del país, que permite que ocurra, de manera definitiva, la colonización española de Costa Rica.
A partir de esta época comienzan a llegar los primeros conquistadores exitosos de Costa Rica, que serían vitales para el desarrollo de la colonización costarricense. Entre ellos descuellan: Juan de Cavallón, Juan de Estrada Rávago y Añez, Juan Vázquez de Coronado, Alonso Anguciana de Gamboa y Perafán de Rivera.
Es así como transcurre un avance español, todavía lento y tortuoso, hasta que en 1563 es fundada por Vázquez de Coronado la ciudad de Cartago, que se convertiría en la capital del país hasta el siglo XIX. Luego de este momento, la conquista de Costa Rica se afinca en un lapso ocurrido entre 1565 y 1573.
Tiempo después, durante la sociedad colonial costarricense, que constituye el periodo más largo de la historia del país, comienzan a llegar multitud de colonizadores españoles. Estos tienen una descendencia mayoritariamente criolla, debido a la escasa población indígena. Los costarricenses criollos y mestizos hispanos engendrados en esta época serían, junto con poblaciones esclavas africanas traídas posteriormente, el núcleo fundacional indiscutible de la población costarricense.
También durante este periodo arriban al país multitud de judíos sefardíes que huían de la autoridad católica absoluta de España. Estos se establecen mayoritariamente en la capital colonial Cartago y sus alrededores, originando la que sería la comunidad judeo-costarricense más antigua y una de las primeras de América Central.
Muchos estudiosos, entre ellos Carlos Gagini y Roberto Brenes Mesén, sostienen que parte de la idiosincrasia nacional se formó durante esta época colonial, en donde las privaciones de tipo material eran el común para todos y al no haber mano de obra esclava, desde el gobernador provincial al más humilde de los campesinos tenían que velar cada cual por su sustento y por el de sus familias, creándose así una sociedad más igualitaria y menos regida por castas.

### 1821-1950
Cuando el país alcanzó su independencia del Imperio español en 1821, la población era escasa y no superaba las 60.000 personas, representando los criollos españoles la mayoría  étnica indiscutible.
Durante este periodo la inmigración hacia el país tendría un carácter esporádico, discontinuo e individual; cuantitativamente poco importante pero con una valiosa contribución social. Pero tras unas pocas generaciones después de la independencia, y en particular tras las sucesivas oleadas migratorias, la mayoría de los españoles comenzaron a considerarse simplemente costarricenses, como un elemento de cohesión y autodefinición nacional. El flujo inmigratorio español no se vería particularmente incrementado hasta la segunda mitad del siglo XIX y la primera del siglo XX, época en la que se desarrollan grandes proyectos como las construcciones del Ferrocarril al Atlántico y del Canal de Panamá, que atraerían a grandes masas de inmigrantes europeos, entre ellos españoles.

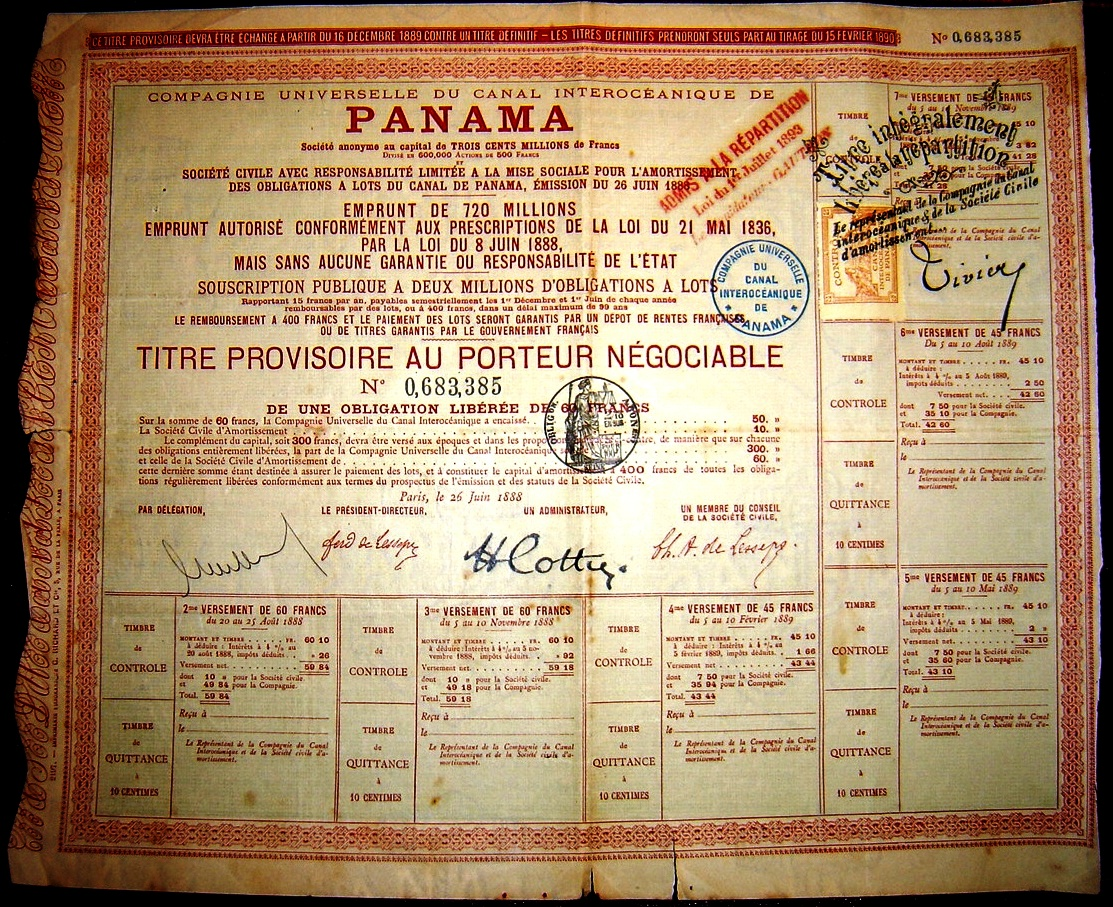
Acción del Canal Francés de 1888, con lotería incluida

En 1888 comienza la construcción francesa del Canal de Panamá, que conllevó la contratación de una enorme fuerza laboral de 20.000 personas, de las cuales varios millares eran españoles. Pero tras el fracaso del proyecto y la bancarrota de la empresa gala que gestionaba la obra, muchos de ellos se establecieron en territorio costarricense, huyendo de la malaria o buscando empleo en el país. Por su parte, en Costa Rica ya para el año de 1850 el gobierno de Juan Rafael Mora Porras había creado la Junta Protectora de las Colonias; a la espera de atraer inmigrantes europeos, y desde 1821 hasta la década de 1860 fracasaron, por mala planificación, cuatro importantes proyectos de colonización privada de ingleses, franceses y alemanes.
Volviendo a Panamá; los franceses intentaron nuevamente construir una vía de navegación interocéanica en 1894, cuando se creó la Nouvelle du Canal de Panama, empresa encomendada al proyecto. Esta vez, la intervención y especulación estadounidense, junto con la mínima mano de obra empleada (que no superaba los 3600 hombres en 1896) fueron suficientes para acabar con la aspiración europea de concretar un canal navegable en el istmo panameño. Pero, para 1904 —y tras la separación panameña de Colombia— los Estados Unidos reanudan la construcción de la obra y emplean una gigantesca fuerza laboral de 43.781 trabajadores extranjeros, de los cuales casi 10.000 eran españoles.
Otros tantos españoles se establecerían en Costa Rica y otros países de América Latina o en Estados Unidos en el contexto del exilio republicano, que se dio durante y después de la guerra civil española. Y entre 1939 y 1970, como refugiados o buscando asilo político, huyendo de la Dictadura de Francisco Franco, que asoló a España durante buena parte del siglo pasado.
Durante esta época la emigración masiva española hacia Costa Rica estuvo condicionada por la prosperidad económica y las oportunidades laborales que se presentaban en la construcción del Canal o en el auge productivo experimentado en el país y, en cierta medida, por la necesidad de mano de obra que requería la multinacional norteamericana United Fruit Company, pues iniciaba con éxito sus operaciones en territorio costarricense; por ciertos proyectos de colonización agrícola dirigida que organizaba el gobierno; o huyendo de los infortunios vividos en Europa a lo largo del siglo XX.

### 1950 - Actualidad

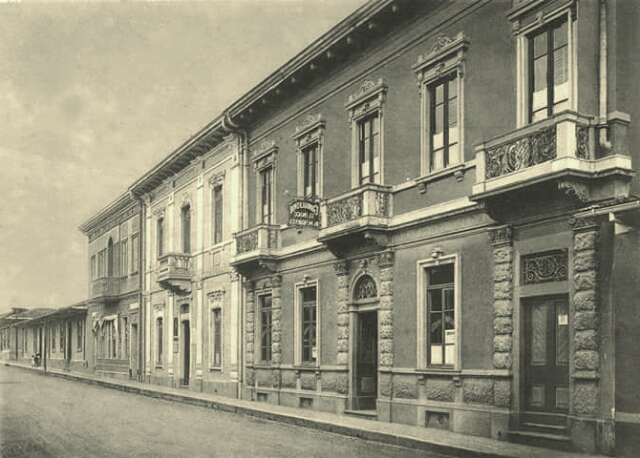
Consultorio médico en San José de Mariano Figueres Forges, padre de José Figueres Ferrer.

Para la segunda mitad del siglo XX la comunidad hispana asentada en Costa Rica estaba más que consolidada. Desde los años 1900 el destino favorito para los inmigrantes españoles —catalanes en su mayoría— era la ciudad de San José, donde en pocos años se establecieron colonias catalanas, gallegas y castellanas florecientes e influyentes, que persisten hasta la actualidad. Por otro lado, para 1960 la población costarricense ascendía a 1.300.000 personas, de las cuales la mayoría étnica
absoluta era de ascendencia española.

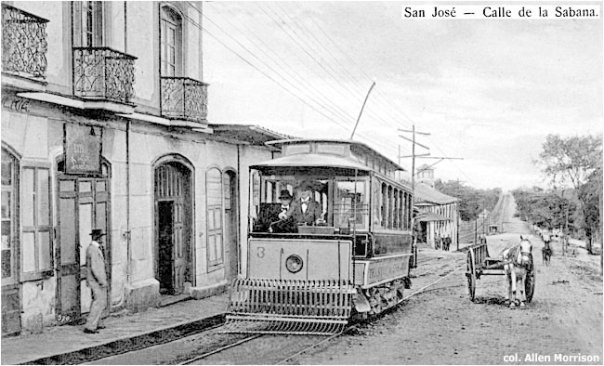
San José fue la ciudad que más inmigrantes recibió en toda Costa Rica, y una de las mayores receptoras en América Central y el Caribe.

Durante esta época el flujo migratorio cambia diametralmente sus características; pues deja de ser masivo y los migrantes españoles que entran al país —pese a que son la mayor comunidad europea— lo hacen en busca de negocios o retiro, y ya no por necesidad. Actualmente, entre 10.000 y 16.000 españoles viven en Costa Rica y, junto con la previamente asentada comunidad hispana del país, han alcanzado niveles de máxima importancia y se encuentran distribuidos en todas las provincias y clases sociales de la nación.

## Regiones de origen

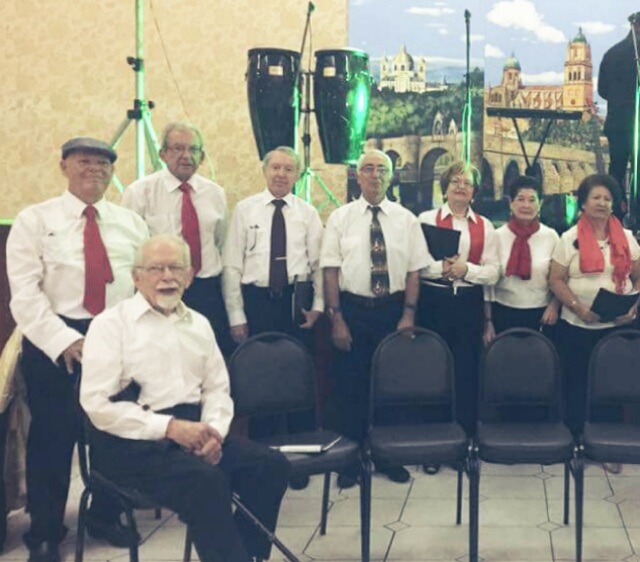
Inmigrantes españoles en una actividad llevada a cabo en la Casa España de San José.

Durante la conquista y la época colonial de Costa Rica la mayor parte de los españoles radicados en el territorio eran conquistadores y colonos vascos o andaluces, procedentes de todas las provincias de la región. Esta tendencia se mantuvo hasta la segunda mitad del siglo XIX, y en particular después de la década de los 1900, cuando la mayoría de inmigrantes procedían de Cataluña y Galicia, seguidos de lejos por migrantes provenientes de Asturias y Castilla y León.

### Cataluña
A partir de la primera mitad del siglo XX —y motivados por oportunidades laborales en la construcción del Canal de Panamá, en la United Fruit Company o por el auge económico que vivía la región— comienzan a llegar de manera masiva catalanes de todas las provincias a Costa Rica. Estos también se embarcaban al país huyendo de guerras, dictaduras y el hambre.
La comunidad catalana de Costa Rica se estableció principalmente en el Valle Central, y su colonia más numerosa fue la ciudad de San José, donde en un pocos años lograron establecer una próspera y floreciente aglomeración que aún se mantiene. Por su parte, los inmigrantes catalanes se dedicaron a multitud de oficios en el país; desde el comercio hasta la medicina.

### Galicia

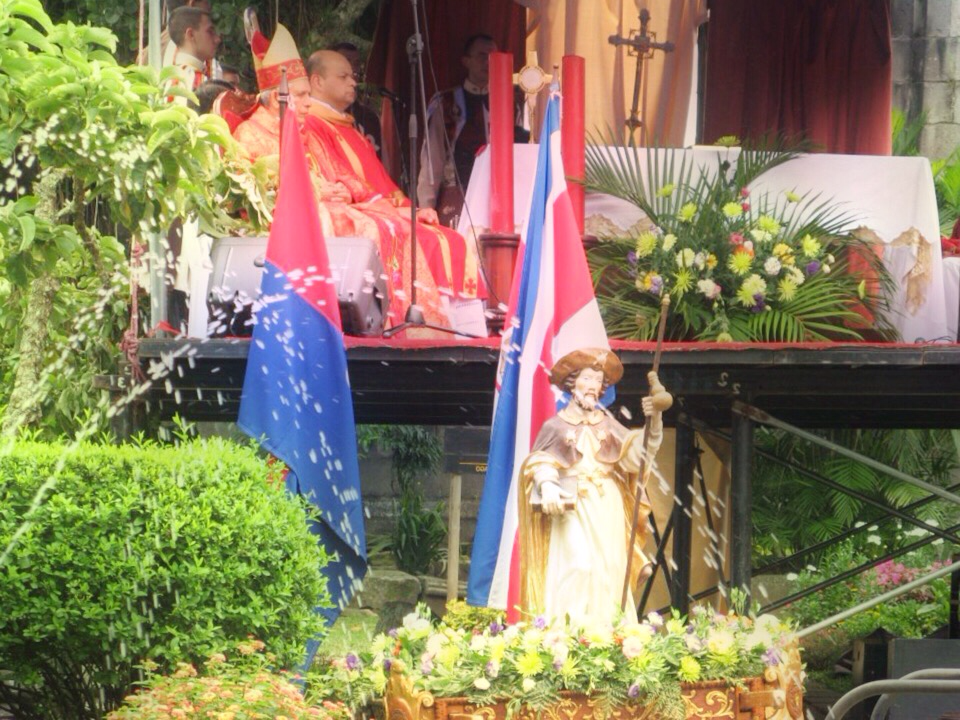
Misa celebrada en honor a Santiago de Zebedeo, patrón de España; por la comunidad gallega.

Por otro lado, los gallegos aunque son mucho menos numerosos que los catalanes, representan la segunda comunidad española más grande del país. La inmigración masiva proveniente de Galicia hacia Costa Rica se presentó de una manera más temprana que la de otras partes de España, desde finales del siglo XIX; y debido a todas las motivaciones anteriormente nombradas.
La provincia de Pontevedra, situada al suroeste de la comunidad, fue la principal emisora de gallegos hacia el país. Ya en territorio costarricense los inmigrantes se establecieron de manera generalizada en el Valle Central, especialmente en la ciudad de San José, que es una de las regiones con mayor proporción de inmigrantes galaicos en América Central.

## Adaptación de los inmigrantes y descendencia
Producto de la inmigración española se crearon los hispanocostarricenses, o sea, los descendientes —nacidos en Costa Rica— de estos inmigrantes españoles. De manera poscolonial los migrantes ibéricos se integraron satisfactoriamente en la sociedad costarricense; debido a multitud de semejanzas culturales que van desde la utilización de un mismo idioma —el español— hasta la práctica generalizada de la misma religión —el catolicismo—. En el contexto de toda la inmigración poscolonial, la colectividad española fue la que tuvo mayor cohesión en casi cualquier aspecto de la vida cotidiana del país y una integración más rápida y simple en el orden social de la nación, a diferencia de los afrocostarricenses, por ejemplo.
A los inmigrantes españoles se les suele denominar gallegos, característica en común con varios países de América Latina. Y pese a que este término es el gentilicio de los españoles procedentes de Galicia, tiene una generalización hacia cualquier persona proveniente de España, debido a que fueron los gallegos los primeros en entrar de manera masiva al país.
Rápidamente, desde la época colonial, comenzaron a nacer multitud de hispanocostarricenses destacados —al representar la comunidad española el grupo étnico más grande de la nación— que se han desempeñado en todos los campos académicos, deportivos, culturales y científicos.
Según el estudio genético denominado “Geographic Patterns of Genome Admixture in Latin American Mestizos” el estudio más completo de poblaciones mestizas de América Latina y publicado en 2008 en la revista PLoS Genetics, y en el que participó la Facultad de Biología de la Universidad de Costa Rica, el residente promedio del Valle Central de Costa Rica tiene un 65% de genes europeos (42,5% españoles), un 30% de población nativa y un 5% africana. En total los españoles contribuyeron muy en gran medida a la genética de los costarricenses, siendo los europeos y mestizos los que tienen mayor peso en la nación (83.6%) Mulato 6.7%, nativo 2.4%, negro 1.1%, otro 1.1%, ninguno 2.9%, desconocido 2.2%.

### Hispanocostarricenses en el arte

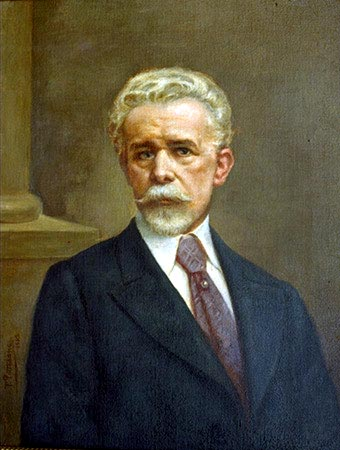
Tomás Povedano.

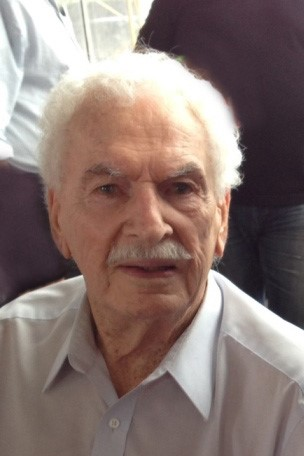
Rafael Ángel García.

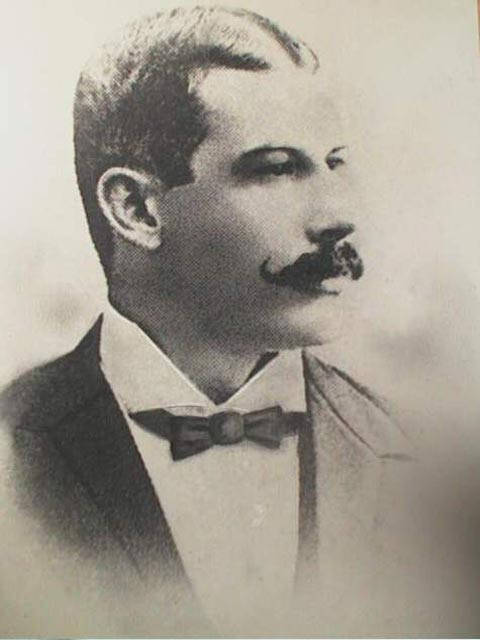
Aquileo Echeverría.

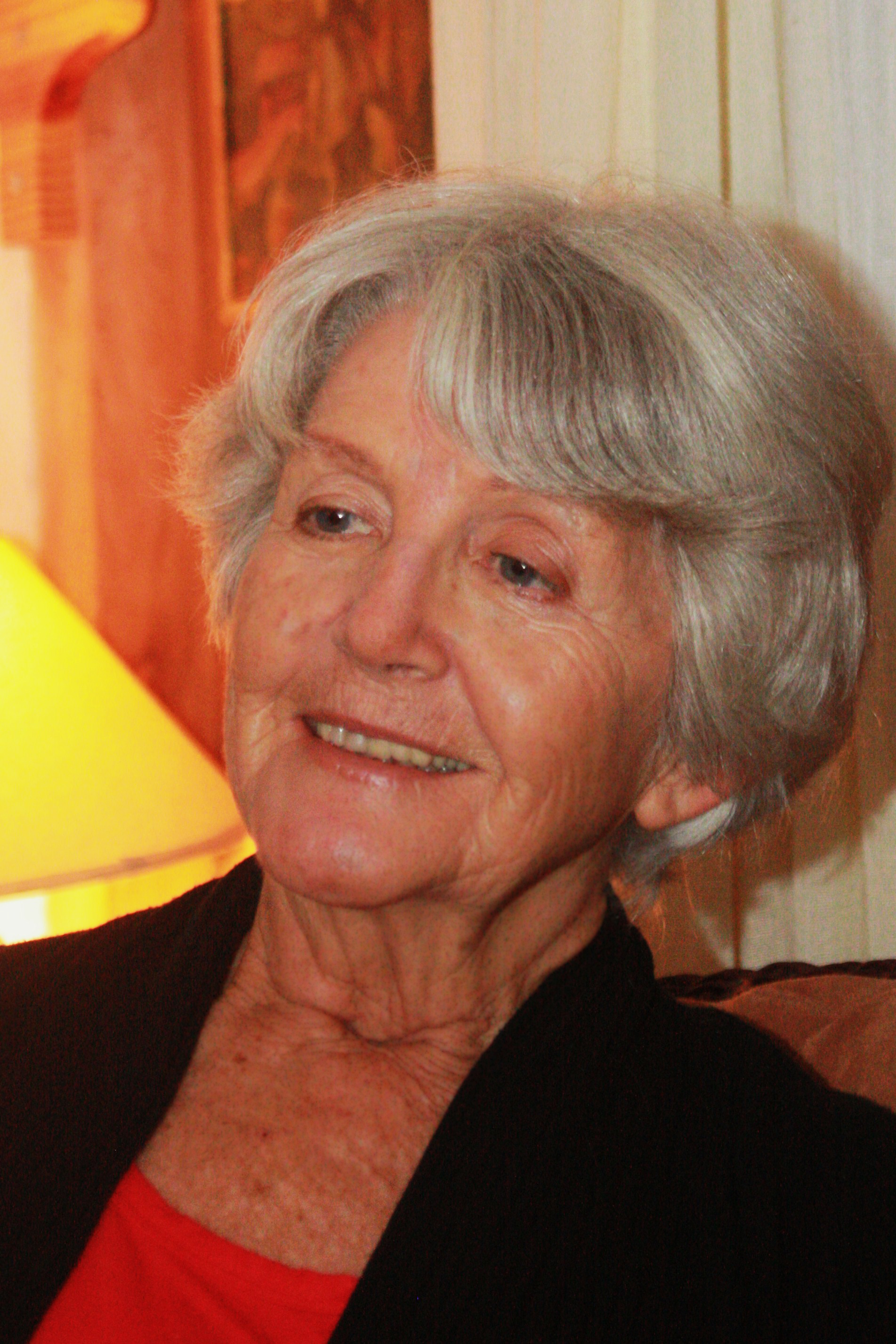
Tatiana Lobo.

Es inconmensurable el aporte de los inmigrantes españoles y sus descendientes criollos en el desarrollo y la proliferación de las artes —en sus más variadas ramas: actuación, escultura, filosofía, letras, música, entre muchas otras— ya que desde los comienzos del siglo XIX y hasta la actualidad han sido multitud de hispano-costarricenses los que se han destacado en el campo artístico.
La literatura, y las letras costarricenses en general, han recibido importantes aportes de relevantes figuras, desde Manuel de Jesús Jiménez Oreamuno, Manuel González Zeledón y Aquileo Echeverría, que fueron notables escritores en el movimiento del Olimpo literario; Lisímaco Chavarría, Roberto Brenes Mesén, Omar Dengo Guerrero y Carmen Lyra con una notable contribución durante la Vanguardia; Carlos Salazar Herrera, Carlos Luis Fallas, Isaac Felipe Azofeifa, Constantino Láscaris y León Pacheco Solano, que descuellan en la corriente del 40; hasta Laureano Albán, Alberto Cañas Escalante, Julieta Dobles, Adriano Corrales Arias, Ana Istarú, Alí Víquez Jiménez y Luis Chaves que son autores destacados de la actualidad. Muchos de ellos también realizan relevantes contribuciones al área de la filosofía costarricense, o se desempeñan en otras ramas artísticas.
En cuanto a la pintura, la escultura y otras artes plásticas destacan las contribuciones de: Tomás Povedano, Lico Rodríguez, Fadrique Gutiérrez, Ezequiel Jiménez Rojas, Teodorico Quirós, Manuel de la Cruz González Luján, Néstor Zeledón Varela, Rafael Ángel García, César Valverde Vega, Rafa Fernández, Lola Fernández, Rafael Sáenz, Ibo Bonilla y Jorge Jiménez Deredia, entre muchos otros. Además, la música de todo tipo —desde el rock hasta la música académica— recibe destacables aportaciones de multitud de músicos criollos, de los que se pueden nombrar a: Manuel María Gutiérrez Flores, Jesús Bonilla, Manuel Monestel, Manuel Obregón López, José Capmany y Rafa Ugarte.
Mientras que en la interpretación, el teatro, el cine y la actuación se encuentran exponentes como: Mario Alberto Chacón Jiménez, Rafael Rojas, Lucho Barahona, Anastasia Acosta y José Luis Paniagua, entre muchos otros. Por su parte, la producción teatral se ve enriquecida con obras escritas y/o desarrolladas por: Alfredo Castro Fernández, Daniel Gallegos, Fernando Durán Ayanegui y Tatiana Lobo.

### Hispanocostarricenses en la política

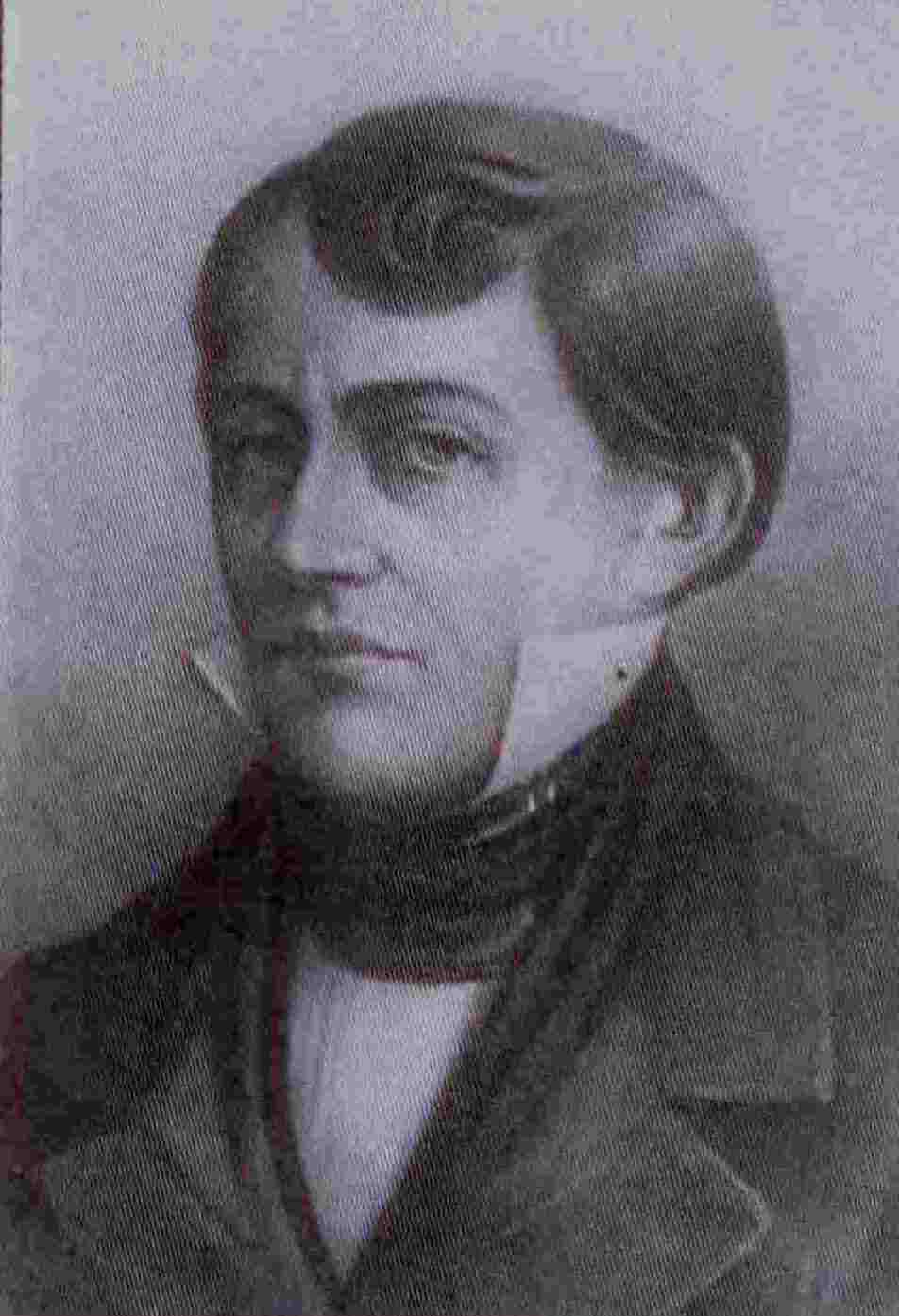
Juan Mora Fernández.

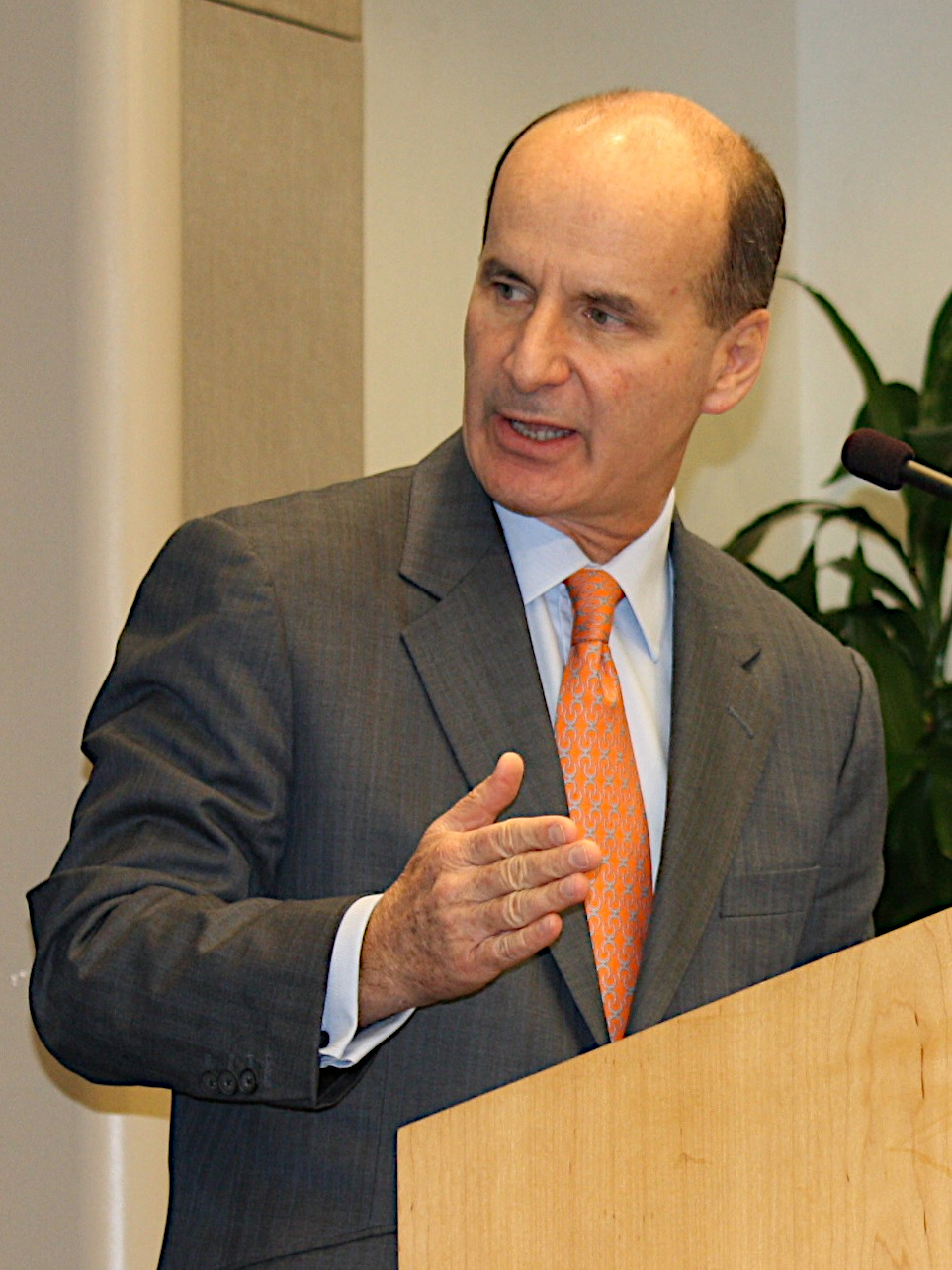
José María Figueres Olsen.

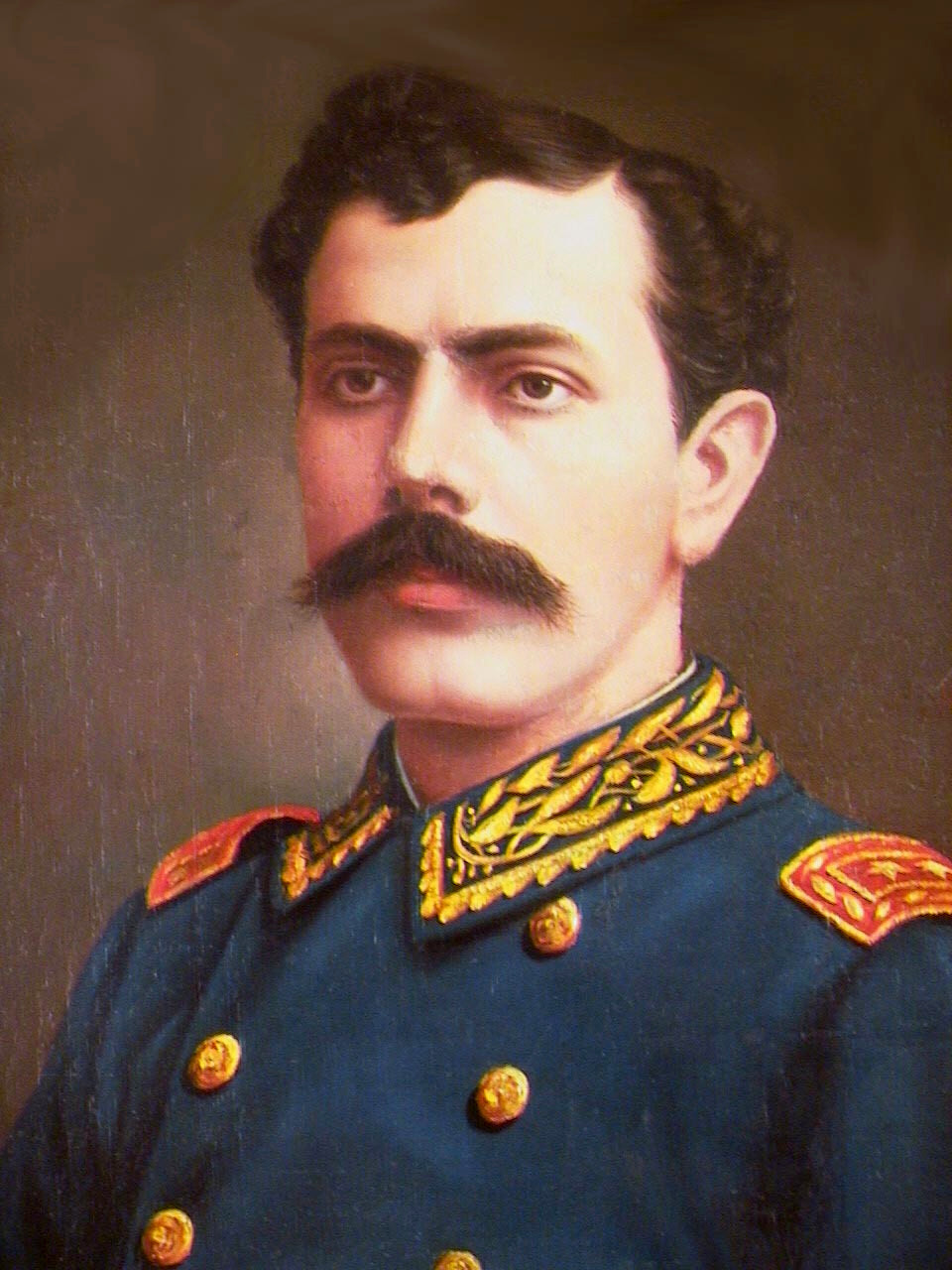
Bernardo Soto Alfaro.

Muchas figuras de máxima relevancia en la política nacional, que van desde los gestores de la independencia y los primeros gobernantes (Juan Mora Fernández, José Rafael de Gallegos y Alvarado y Manuel Aguilar Chacón); hasta los jefes del Estado Libre (Braulio Carrillo Colina, José María Alfaro Zamora y Francisco Oreamuno), han sido criollos españoles. Igualmente destacan en este grupo los fundadores de la Primera República (José María Castro Madriz, Juan Rafael Mora Porras y José María Montealegre, entre muchos otros) que tenían una ascendencia predominantemente ibérica.
Mención aparte merece José Figueres Ferrer, hijo de inmigrantes catalanes y fundador de la Segunda República, de la que sería presidente en tres ocasiones. Igualmente, en torno a su icónica figura, logra consolidar una notable ideología política y una dinastía familiar en la cúspide de la sociedad costarricense, siendo sus hijos —Mariano, Christiana y José María— exitosos políticos, y ocupando este último el cargo de presidente de 1994 a 1998.
Paralelamente, uno de los más destacados gobernantes del país fue Rafael Ángel Calderón Guardia, quien también establecería una relevante doctrina ideológica y un consolidado abolengo político aún más antiguo. Su padre y su hermano —Rafael Calderón Muñoz y Francisco Calderón Guardia— fueron designados a la presidencia; y su hijo Rafael Ángel Calderón Fournier sería presidente de 1990 a 1994.
También fueron —entre muchos otros— presidentes de la República: Cleto González Víquez, Ricardo Jiménez Oreamuno, José Joaquín Trejos Fernández, Luis Alberto Monge Álvarez, Óscar Arias Sánchez, Miguel Ángel Rodríguez Echeverría y Abel Pacheco de la Espriella. Por otra parte, muchos otros hispanocostarricenses se desempeñarían en la vicepresidencia, la presidencia legislativa, en el Congreso, en la Corte y en diversos altos cargos políticos desde los inicios de la vida independiente de la nación, y hasta la actualidad.
Por otro lado, una primera dama y un primer caballero fueron españoles: Mercedes Peñas Domingo —originaria de Madrid— y José María Rico Cueto, nacido en Granada.

### Hispanocostarricenses en la ciencia

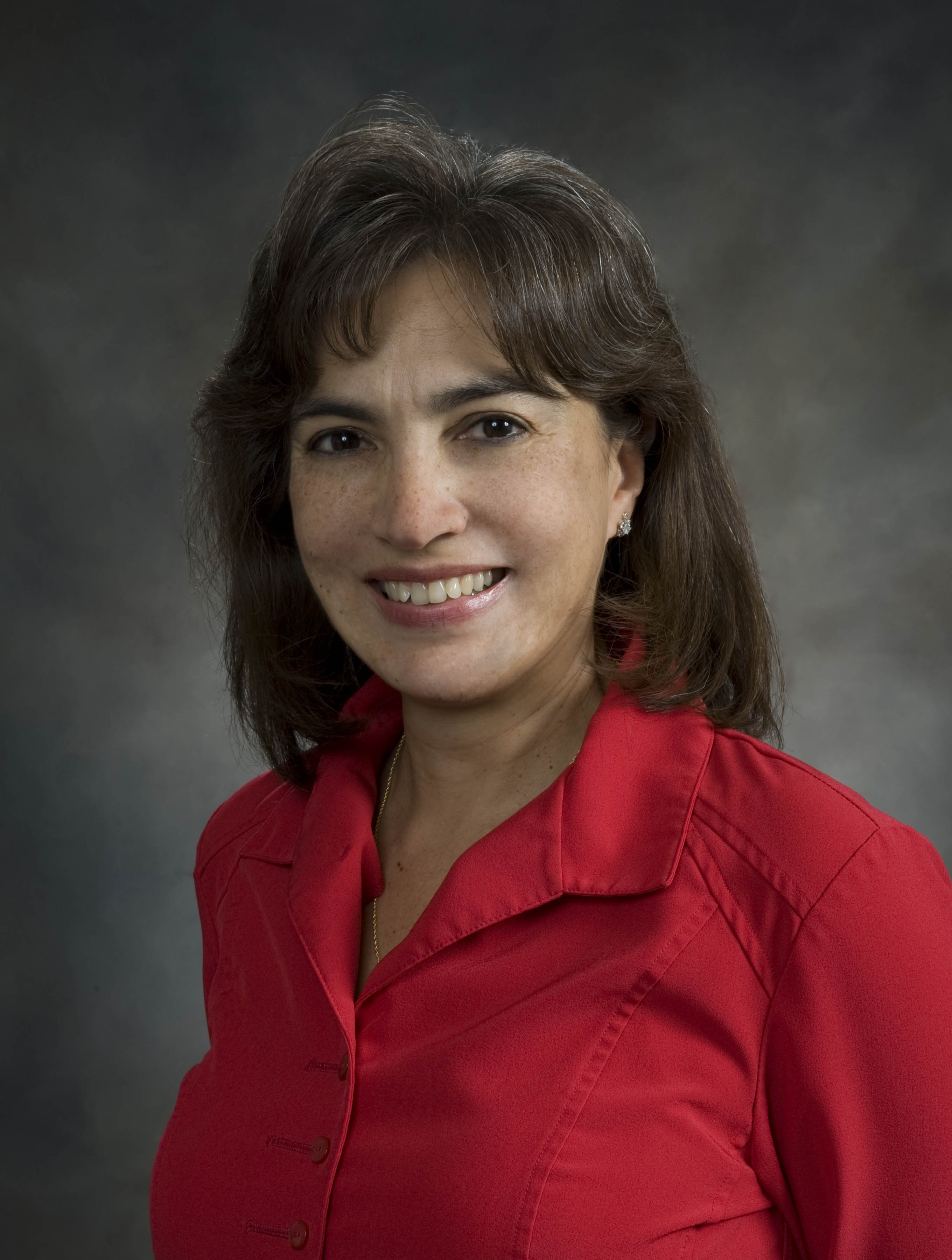
Sandra Cauffman.

La ciencia costarricense ha recibido importantes aportes de multitud de ciudadanos de ascendencia española. En el área de la biología, descuellan Anastasio Alfaro, Julio Fraile Merino, Joaquín Bernardo García-Castro, Jorge Gómez-Laurito, Julio Sánchez y José Castulo Zeledón, entre muchos otros. Además, destacan entre un inmenso grupo de médicos, y con un notable desempeño en la medicina nacional; Longino Soto, Ricardo Moreno, Andrés Llorente, Manuel Aguilar Bonilla, Rafael Calderón Muñoz, Rodrigo Gutiérrez, Lisbeth Quesada y María del Rocío Sáenz.
Por su parte, la sociología registra importantes contribuciones de incontables hispanocostarricenses, algunos de ellos son: Silvia Lara Povedano, José Merino del Río, Patricia Mora Castellanos, Marco Tulio Salazar Salazar y Óscar Fernández González. En el área lingüística descuellan, entre muchos otros: Adolfo Constenla, Amalia Chaverri Fonseca, Virginia Sandoval de Fonseca y Fernando Contreras Castro. Por otro lado, de innumerables físicos y químicos se puede nombrar a: Gil Chaverri, Tatiana Trejos Rodríguez y Sandra Molina.

### Hispanocostarricenses en el deporte

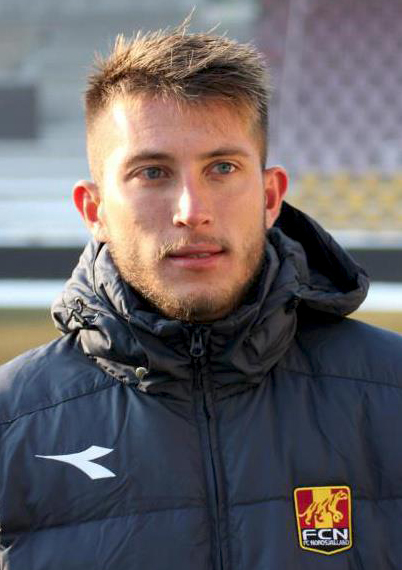
Francisco Calvo.

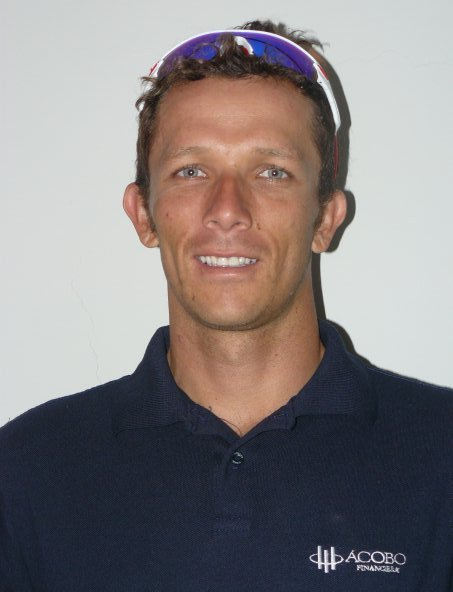
Leonardo Chacón.

El deporte en Costa Rica ha sido fuertemente influenciado por la presencia española. La Gimnástica Española, fundada en 1913, no solo fue uno de los primeros clubes de fútbol en el país, sino que a partir de 1915, también introdujo al baloncesto en la escena deportiva nacional. Igualmente, los inmigrantes trataron de popularizar la pelota vasca, pero esta no llamó la atención de la población.
Es así como incontables criollos costarricenses de ascendencia española se han desempeñado en todos los deportes —desde el fútbol, la natación y el ciclismo, hasta el ajedrez—. Entre la multitud de futbolistas hispanocostarricenses se pueden citar a: Andrés Montalbán Rodríguez, Antonio Moyano Reina, Esteban Arias Arauz, Randall Azofeifa Corrales, Berny Solórzano Chacón, Francisco Calvo Quesada, Carlos Soley Güell, Danny Carvajal Rodríguez, Javier Delgado Prado, Javier Loaiza Masís, Andrés Lezcano Montero, Rolando Fonseca Jiménez, Olman Vargas López, Bryan Oviedo Jiménez, Mauricio Castillo Contreras, Elías Palma Bermúdez, José Salvatierra López, Elías Aguilar Vargas, José Francisco Porras Hidalgo, Gonzalo Segares González, Marco Ureña Porras, Daniel Cambronero Solano, Óscar Ramírez Hernández y Luis Antonio Marín Murillo. Además, uno de los principales clubes del país, el Deportivo Saprissa, fue fundado en San José por Ricardo Saprissa Aymá, salvadoreño hijo de catalanes. También, multitud de costarricenses de origen español fueron presidentes de la Federación Costarricense de Fútbol. 
Por su parte, descuellan en otras ramas deportivas: Leonardo Chacón, César Lizano, Ana María Porras y Gabriela Traña en atletismo; Gregory Brenes, José Adrián Bonilla y Román Urbina en ciclismo y; Alejandro Ramírez Álvarez, Rogelio Sotela, Fernando Montero y Juan León Jiménez Molina en ajedrez.

### Hispanocostarricenses en la religión

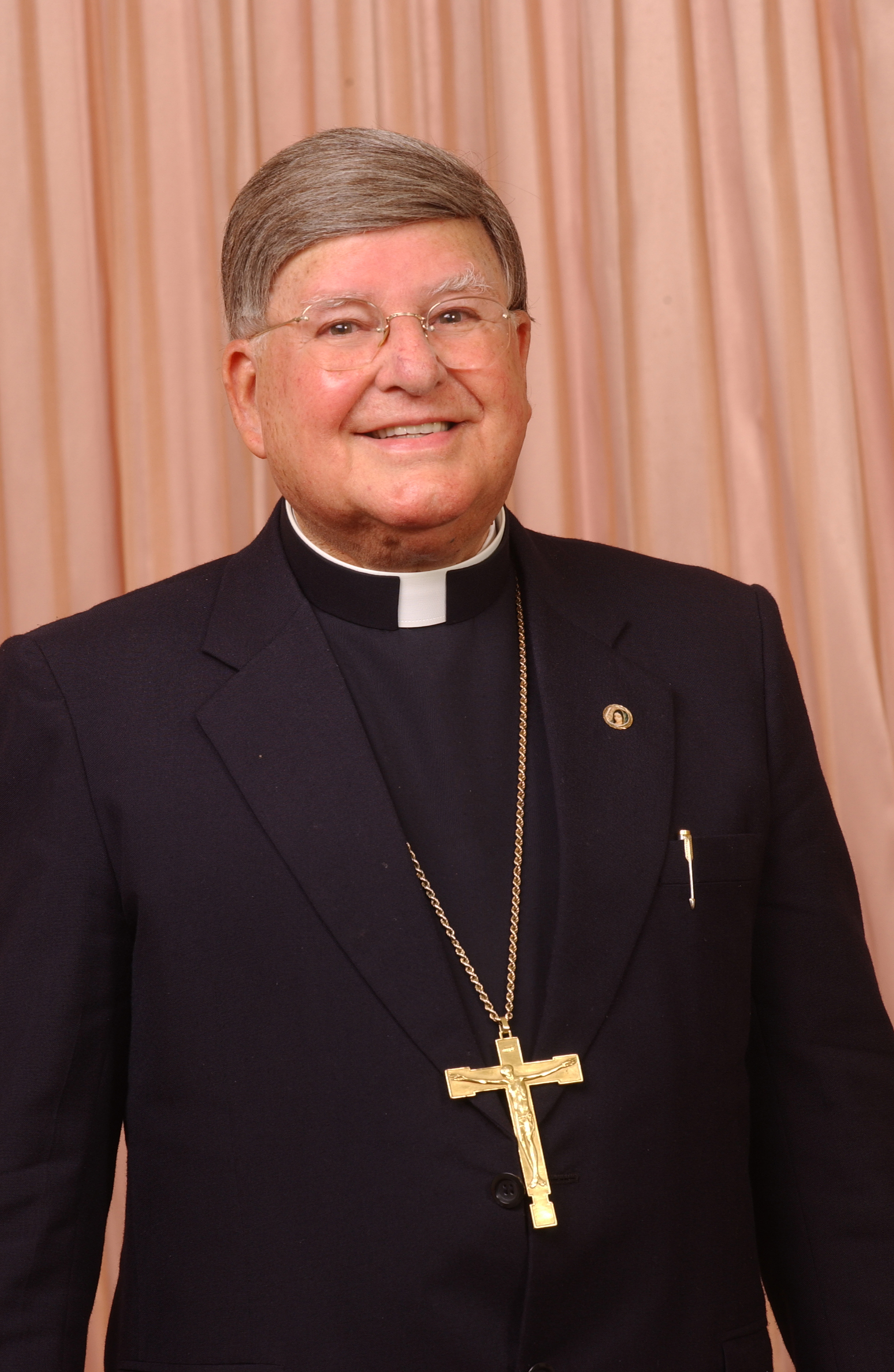
Román Arrieta.

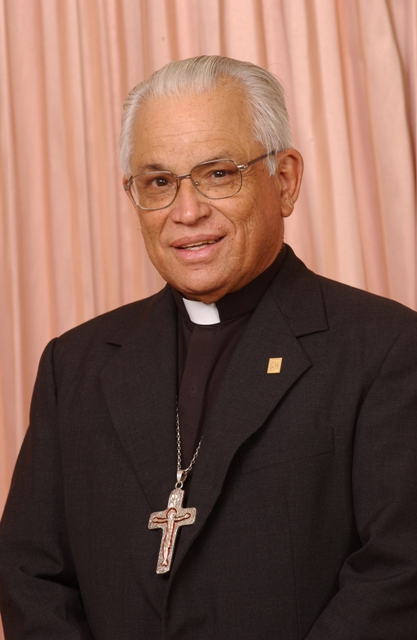
Hugo Barrantes.

Desde la época colonial la religión predominante en el país es el catolicismo, que llegó de la mano de los españoles. De esta manera, desde la fundación de la Provincia eclesiástica de Costa Rica y hasta la actualidad la mayoría de las autoridades religiosas del país tuvieron ascendencia ibérica.
El primer obispo de San José fue Anselmo Llorente y La Fuente, de ascendencia española paterna y materna. Además, desde la creación de la Arquidiócesis de San José muchos otros arzobispos serían criollos españoles, entre ellos: Víctor Manuel Sanabria Martínez, Rubén Odio Herrera, Carlos Humberto Rodríguez Quirós, Román Arrieta Villalobos, Hugo Barrantes Ureña y José Rafael Quirós Quirós. En las demás diócesis del país y en otros cargos de la Conferencia Episcopal de Costa Rica sucede lo mismo, notándose la inconmensurable presencia e influencia española en la sociedad costarricense.
Por otro lado, la comunidad judía más antigua del país —la sefardita— tiene un predominante origen español, pues su establecimiento en la nación data de la época colonial cuando varios judíos huyeron hacia América, escapando de la autoridad católica presente en España. Ya en el siglo XIX y procedentes de todo el Caribe inmigran de manera cuantiosa muchas familias sefardíes hispanas, de las que se pueden citar a: los Robles, los Maduro, los Salas de Lima y los Lindo, entre muchas otras.

### Hispanocostarricenses en el comercio

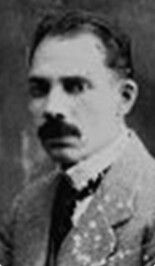
José Urgellés.

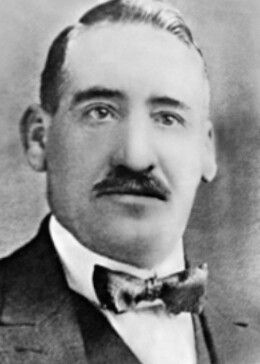
Santiago Crespo.

Los inmigrantes españoles tendrían un papel fundamental en el ámbito comercial y empresarial de Costa Rica. El núcleo de la colectividad hispana del país fue San José, y precisamente en esta ciudad es que la comunidad ibérica crearía un floreciente comercio y una potente influencia en los negocios y la industria costarricense.
Para 1915, en la ciudad capital: 24 de las 31 cafeterías eran de españoles, 2 de las tres fábricas de velas, 6 de las 11 pastelerías, 1 de las 2 papelerías, 37 de las 80 vinaterías, 6 de los 14 hoteles, 13 de los 35 billares y 40 de las 110 ventas de aguardiente. Además, una de las confiterías josefinas más exclusivas pertenecía al catalán Pablo Torrens Badía. De esta manera, durante el siglo XX una buena parte del comercio de lujo está en poder de españoles; pues son las empresas ibéricas las principales casas que realizan negocios de importación al por mayor y que monopolizan el comercio en las vías centrales de la ciudad. Además, en cuanto a negocios de menor tamaño, abundan en todas las calles de San José almacenes y pulperías establecidas por inmigrantes españoles.
Así mismo, el Hotel Europa fue fundado en 1908 en la ciudad capital por el inmigrante español Carlos Ventura Feliú, siendo este el primer establecimiento de su tipo en todo el país. De manera similar muchos otros distinguidos comercios son establecidos por inmigrantes ibéricos, la mayoría eran lujosos almacenes y ferreterías, pero abundaban desde las mueblerías hasta las pastelerías, y de entre muchos otros negocios se pueden nombrar a: la Ferretería Espriella, la Tienda La Gloria fundada por José María Calvo en 1902, el Almacén Ollé erigido por el catalán Luis Ollé, el almacén Ambos Mundos creado en 1909 por Luis Uribe, el Almacén Uribe y Pagés establecido en 1939, la Mueblería Urgellés creada por el matrimonio catalán de José Urgellés Riart y Antonieta Ferrer de Urgellés en 1906, misma empresa que de 1939 hasta 1955 conformó junto con otra familia española a la sociedad mueblera de Urgellés y Penón; Galletas Pozuelo creada en 1919 por Felipe Pozuelo, y la Pastelería Merayo erigida originalmente en el año de 1926 en Turrialba por Augusto Merayo Vecino y trasladada a San José en 1970 por sus hijos.
Muchos otros españoles y costarricenses criollos de ascendencia española serían exitosos empresarios y comerciantes. Durante muchos años y gracias al empuje europeo (ibérico e itálico en su mayoría) la industria costarricense logra posicionarse a la vanguardia centroamericana. Hoy en día la colectividad española consigue asociar sus florecientes empresas en la Cámara Oficial Española de Comercio en Costa Rica (CAMACOES), una de las asociaciones civiles comerciales más antiguas e importantes del país.

## Cultura
La cultura costarricense fue totalmente influida por la cultura española, desde la época colonial los inmigrantes ibéricos han inyectado un inconmensurable aporte idiomático, gastronómico, social, arquitectónico, artístico y costumbrista en el país.
Los españoles junto con los italianos, afroantillanos y aborígenes formaron una columna vertebral y una parte esencial en el desarrollo de la identidad y cultura de la nación. De esta manera, se preservan multitud de costumbres y tradiciones ibéricas dentro de la idiosincrasia costarricense. Desde las corridas de toros, los turnos, las enormes y populares paelladas, e incluso una tomatina se encuentran fortísimas herencias e influencias españolas en la sociedad de Costa Rica.

### Idioma

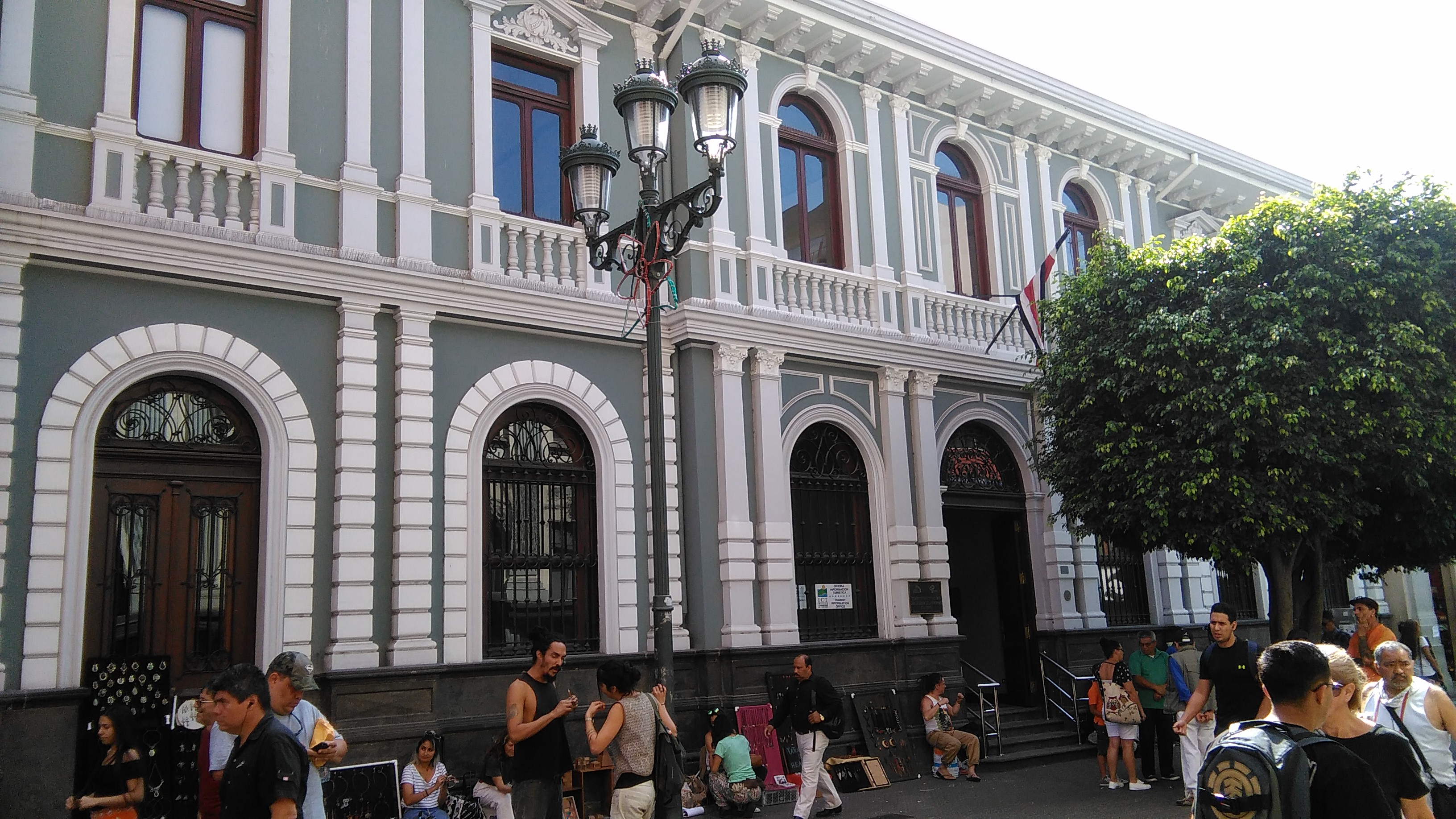
Sede de la Academia Costarricense de la Lengua en San José.

Es indiscutible la influencia idiomática española en Costa Rica. El idioma más utilizado del país es el español, el cual ha evolucionado a lo largo de los años en el español costarricense, que constituye la variedad vernácula de la lengua y un factor clave para la identidad cultural.
Por otro lado, existen en las jergas costarricenses —aparte de los modismos importados de la Península— multitud de palabras provenientes del judeoespañol que trajeron los sefarditas ibéricos al país desde la época colonial. Entre ellas se pueden citar: achara (del heb. hasharah: lástima), acuantá (del ladino ha kuant'ha?: ¿hace cuánto?, significa hace rato), machalá (del ár mash'allah: Dios no quiera, se utiliza para alejar la mala suerte), cor cor (sin pausa) y jupa (del heb. juppah: cabeza), entre muchas otras.

### Gastronomía

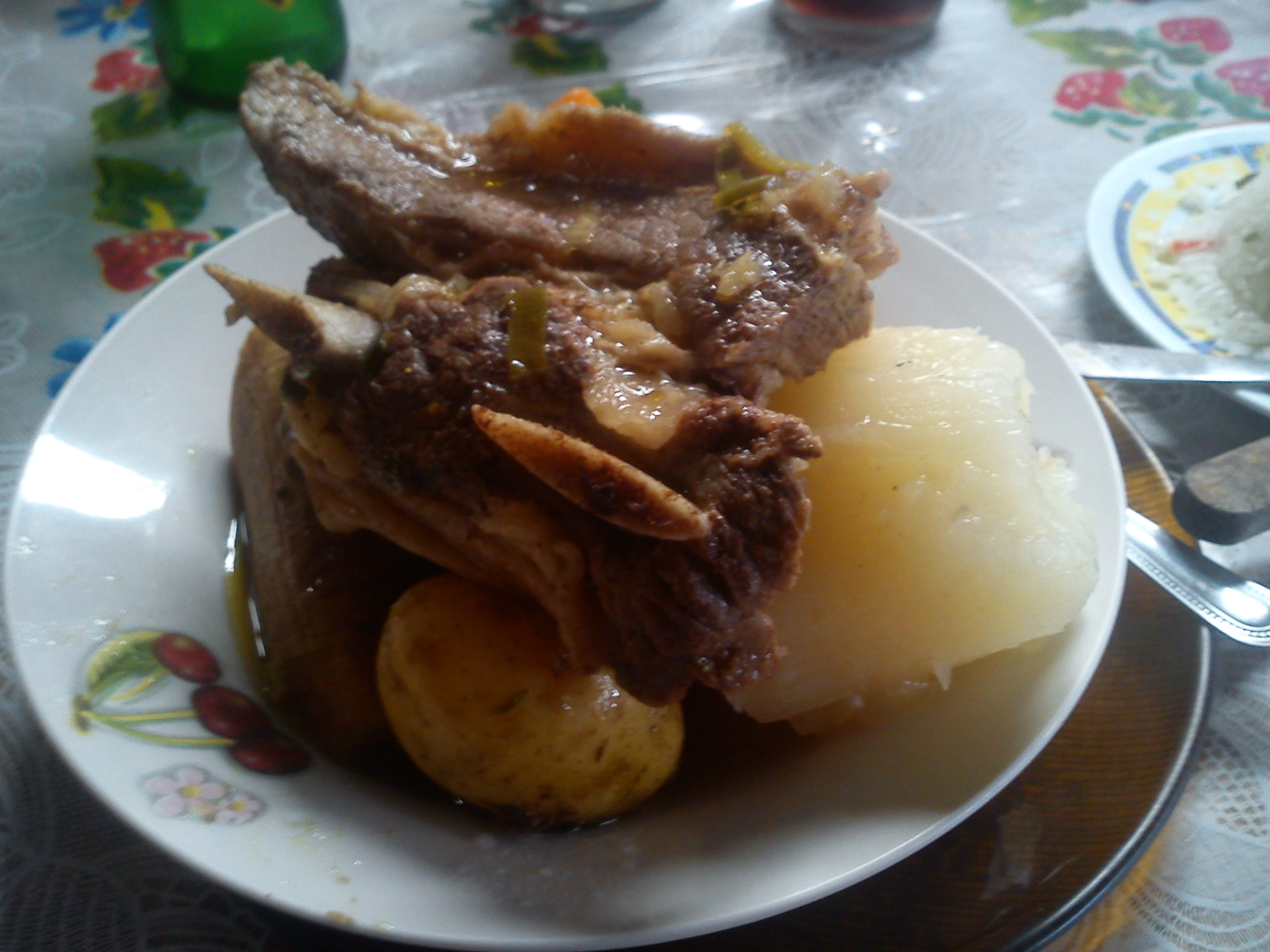
La olla de carne, plato criollo de Costa Rica por excelencia.

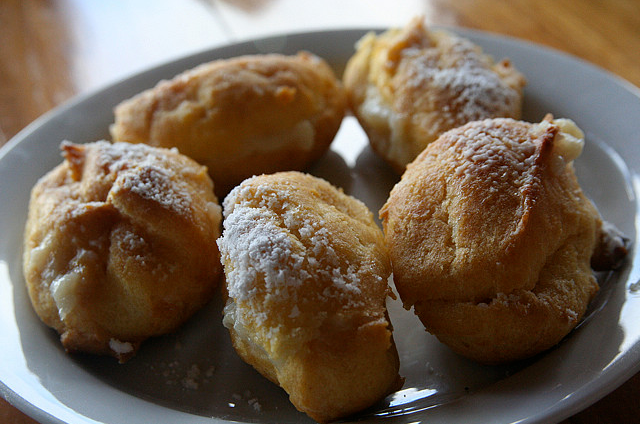
Buñuelos, postre tradicional con origen español.

El aporte español es un pilar fundamental en la cultura culinaria costarricense; desde la incorporación de multitud de recetas y preparaciones gastronómicas, la importación de diversos ingredientes y la adaptación de platillos ibéricos, hasta el aporte creativo de todas las gastronomías regionales de España, la cocina de Costa Rica se muestra mestiza y criolla, mezclando todas estas contribuciones hispanas con las tradiciones gastronómicas amerindias, africanas e italianas.
De entre las muchas preparaciones españolas acriolladas en Costa Rica la más destacable es —por amplio margen— la olla de carne, cuyo antecedente gastronómico directo es la ibérica olla podrida. Además, en dicha preparación culinaria se mezclan verduras autóctonas y europeas con carne de res traída de España.
Existe además una rica y variada producción láctea criolla que va desde la elaboración de quesos acriollados hasta la fabricación de cremas como la natilla. Entre las variantes de ganado español presentes en el país destaca especialmente la cebú en Guanacaste.
Por su parte, la repostería y panadería nacional puede considerarse fuertemente influenciada por tradiciones españolas, sobresaliendo preparaciones como: el pan blanco, los prestiños, las hojaldras, los buñuelos, las empanadas, los suspiros, el turrón, los  churros, los melindres, los alfajores, las galletas, el tronco, las enchiladas, las costillas, los cachitos, las orejas, los tosteles, los embustes, las quesadillas dulces, los marquesotes, los polvorones, los enlustrados, los encanelados y —en época de fiestas— el roscón. Además, se consumen en el país con destacable frecuencia preparaciones ibéricas como la paella, la torta española y los vinos y licores españoles.

### Arte

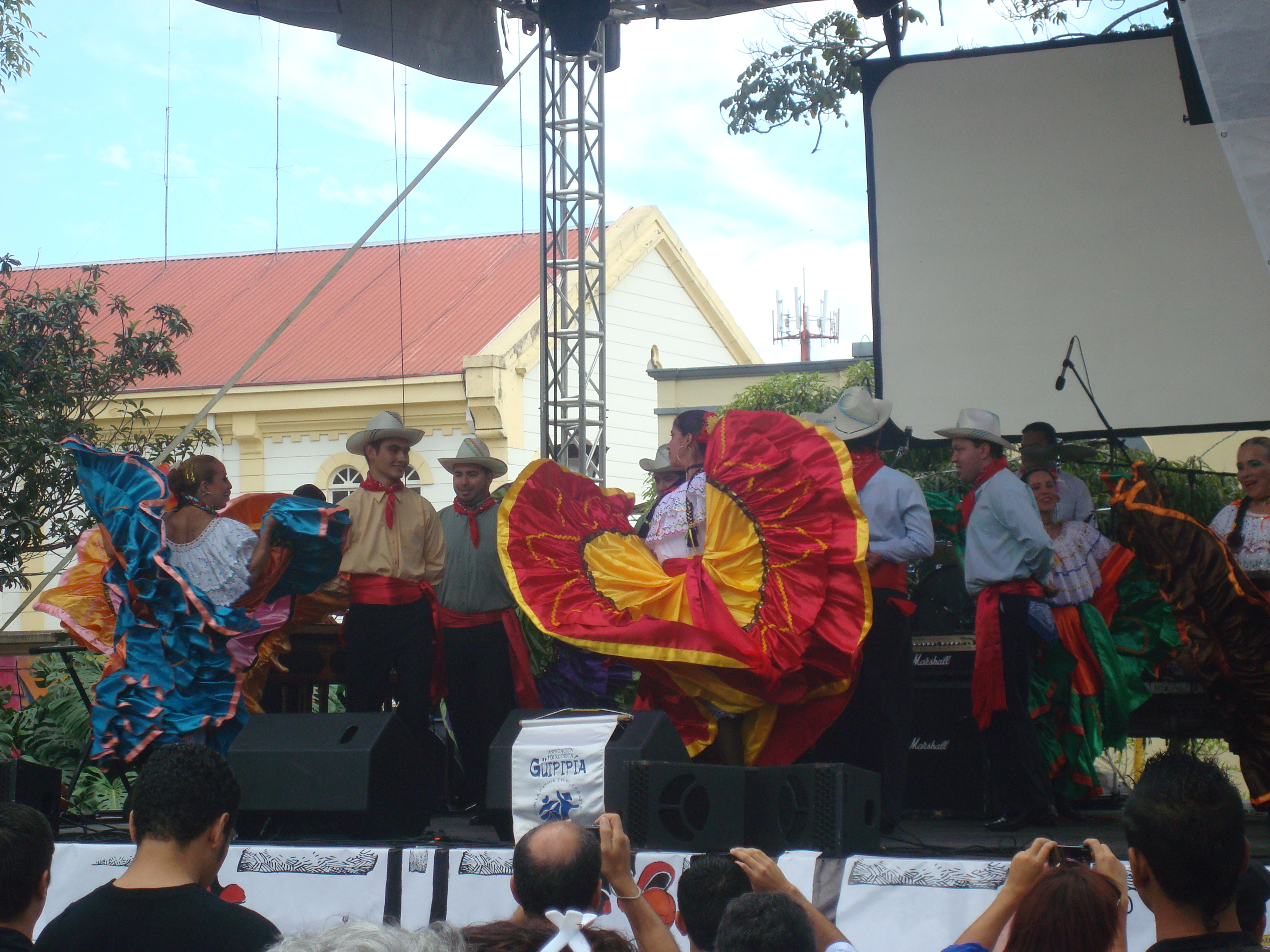
Los bailes típicos costarricenses presentan notables influencias españolas.

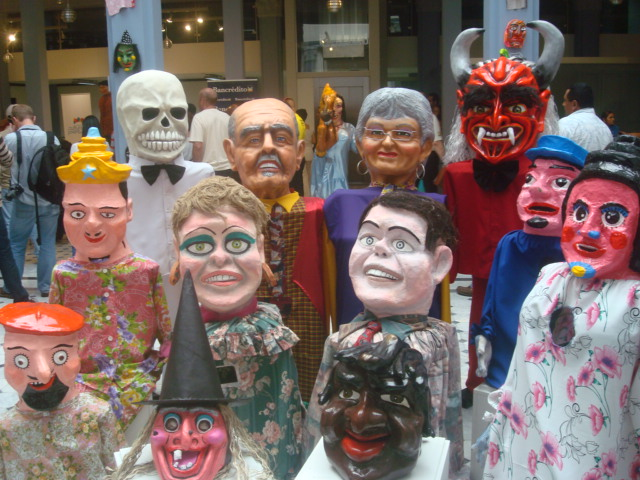
La mascarada tradicional costarricense tiene una destacable similitud con la tradición española de los gigantes y cabezudos.

Las artes costarricenses se vieron totalmente enriquecidas con el aporte español, desde la época colonial y hasta la actualidad. Sin contar el impresionante contingente de artistas de ascendencia española que descuellan en todas las ramas artísticas, los inmigrantes ibéricos han aportado una fuerte influencia en el desarrollo y proliferación del arte en Costa Rica.
El teatro nacional registra importantes contribuciones de autores e intérpretes de ascendencia hispana, pero fuera de eso, los españoles siempre representaron una colectividad pujante en el desarrollo de la escena teatral costarricense. Además, dos de los teatros más importantes de San José y el país fueron fundados por inmigrantes ibéricos; el Melico y el Variedades, erigidos por José Raventós y Tomás Garita respectivamente. Por otro lado, la música se caracteriza por un intrínseco aporte peninsular; pues los inmigrantes españoles trajeron a Costa Rica desde nuevos géneros y ritmos como la zarzuela que gozó de notoria popularidad o el flamenco, hasta un impulso de destacada importancia para el desarrollo de la música académica nacional y la música folclórica costarricense.
Finalmente, la arquitectura costarricense se vio intensamente potenciada por la influencia hispana ejercida desde el periodo colonial, pasando por el eurocéntrico siglo XX y hasta la actualidad; con la construcción de notables edificios por arquitectos e ingenieros peninsulares o por la importación al país de las corrientes: neoclásica, modernista, barroca, rococó y neomudéjar. Durante la época colonial la arquitectura estaba dominada principalmente por sacerdotes católicos españoles que construían iglesias de adobe, calicanto y barro; en este periodo las obras más representativas eran cuatro templos que tuvo Cartago: la parroquia de Santiago Apóstol, la iglesia de San Nicolás Tolentino, el convento de San Francisco y el templo de la Soledad, además de otras iglesias edificadas posteriormente en las demás ciudades del Valle. En resumen, la administración española de la provincia de Costa Rica no se preocupó por construir grandes edificios, ni públicos ni de otra índole.
Ya entrados en los siglos XIX y XX la situación empieza a cambiar con el arribo masivo de inmigrantes ibéricos, de los cuales muchos construyen —principalmente en San José— monumentales edificaciones residenciales o comerciales. Durante este periodo destacan arquitectos e ingenieros como: Luis Llach Llagostera (Correo y Herdocia en San José y Basílica de Cartago), Francisco Gómez (Teatro Variedades) y Gerardo Rovira (Castillo del Moro), entre muchos otros.

Arquitectura hispanocostarricense
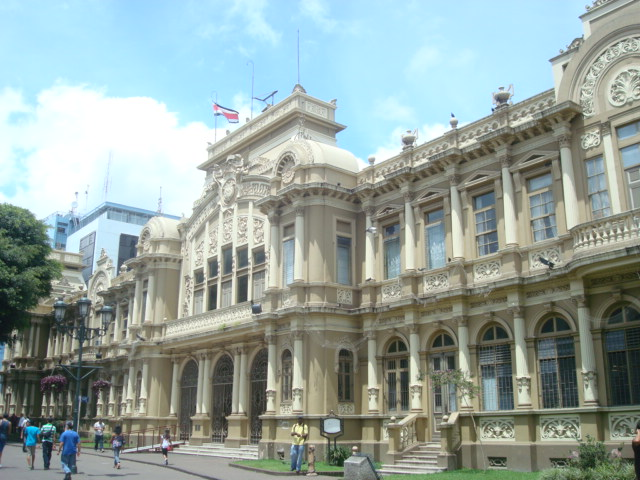
Edificio del Correo
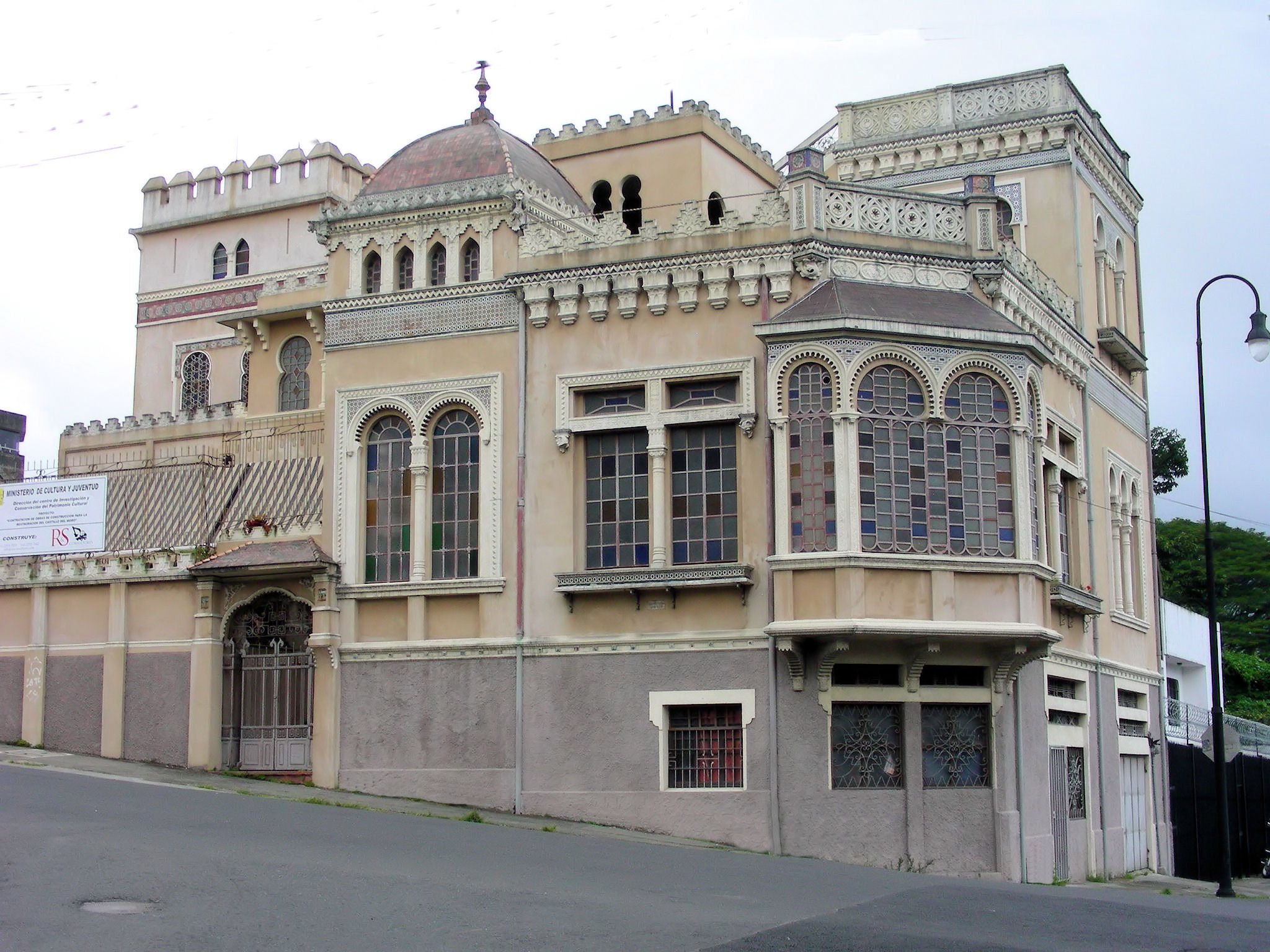
Castillo del Moro
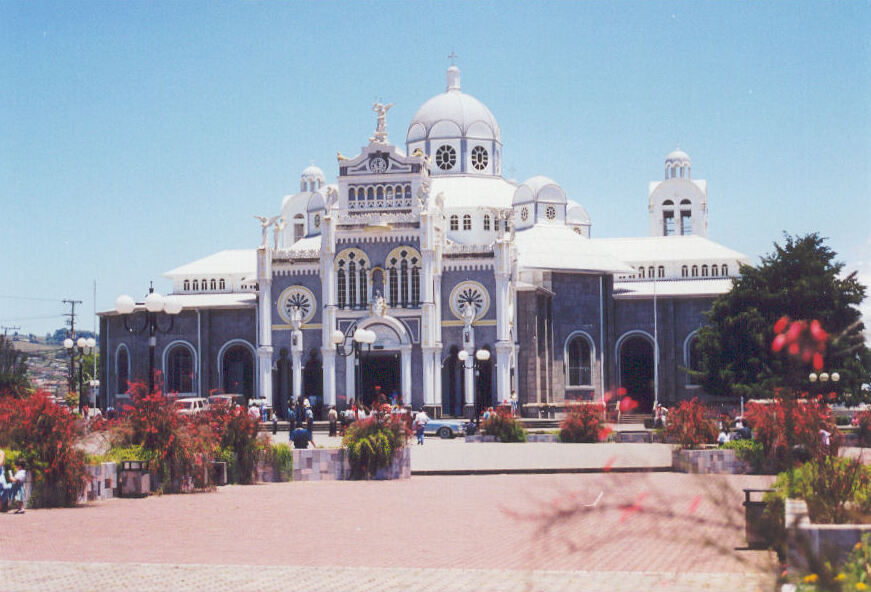
Basílica de Cartago
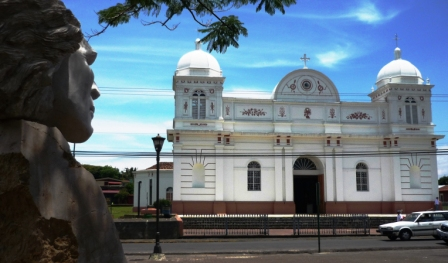
Iglesia de Barva
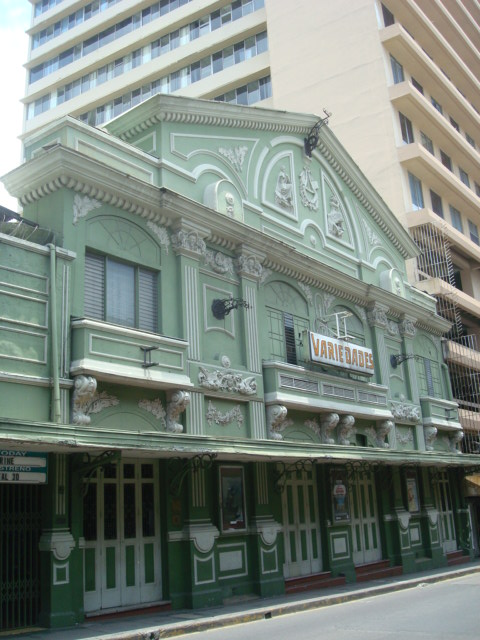
Teatro Variedades

### Institucionalismo

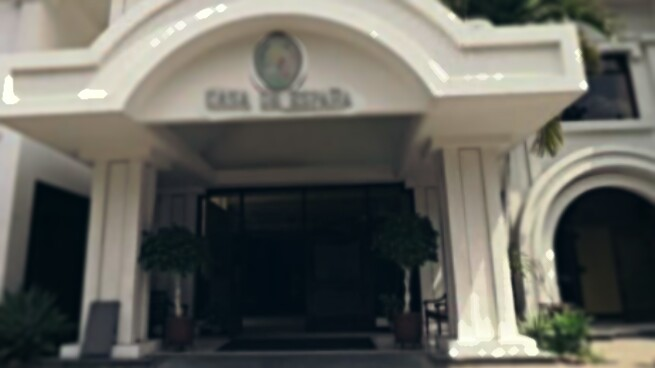
Casa España en San José.

La colectividad española ha logrado una cohesión destacable en Costa Rica, y como tal ha sido capaz de organizarse en multitud de asociaciones civiles. Desde el siglo XIX y hasta nuestros días la médula de la comunidad se sitúa en San José, pero los inmigrantes hispanos y sus descendientes se encuentran dispersos por todo el país.
La primera institución que creó la aglomeración ibérica en la nación fue la Sociedad Española de Beneficencia, fundada en la capital en 1866 por Gaspar Ortuño Ors, José Ventura Espinach, Martín Echeverría y Bartolomé Calsamiglia. Esta fue la primera asociación civil extranjera que hubo en Costa Rica y una de las primeras de América Central, siendo inscrita en el Archivero General de la Provincia de San José en 1880. Más tarde, esta se reformaría en la actual Asociación Española de Beneficencia, que se perfila como la entidad más importante para la colectividad asentada en la nación. La misma se ubica en la Casa España, un edificio inaugurado en 1992 y localizado en el distrito josefino de Mata Redonda.
Además, la colonia erigió muchas otras sociedades cívicas, entre ellas: el Centro Español, el Casino Español, el Club Español, el Centro Cultural España y —con carácter regionalista que aún se mantiene— el Casal Català fundado en 1982 y con sede en la Avenida 6 de San José, al costado oeste del Blanco Cervantes; el Lar Gallego creado en el 2000 que se ubica en la Casa España, y el Centro Asturiano de Heredia.
Por otro lado, la Asociación de Beneficencia posee dos centros bastante importantes para el bienestar de su comunidad: el Club Campestre Español cuya membresía se exonera a los miembros de la Casa España y que además sirve como un sostén financiero-económico para la colonia; y la Residencia de Ancianos José Pujol Martí, que cuenta con el Pabellón Español al servicio de la colectividad. Ambas instituciones se localizan en el cantón de Belén, provincia de Heredia. Además, la aglomeración dispone del imponente Mausoleo Español, que se encuentra en el Cementerio General de San José y tiene una capacidad de 153 nichos.
Finalmente, en aspectos comerciales y empresariales la comunidad logró establecer en 1923 la Cámara Oficial Española de Comercio e Industria en Costa Rica (CAMACOES). La misma es una de las más antiguas e importantes del país, y su primer presidente fue Alberto Ortuño Berte. La sede central de la asociación se localiza en el distrito de Mata Redonda, en la ciudad de San José.